# Élections législatives de 1951 en Haute-Savoie
Les élections législatives françaises de 1951 se tiennent le 17 juin. Ce sont les deuxièmes élections législatives de la Quatrième République.

## Mode de scrutin
Représentation proportionnelle plurinominale suivant la méthode du plus fort reste dans 103 circonscriptions, conformément à la loi des apparentements : les listes qui se sont « apparentées » avant l'élection remportent tous les sièges de la circonscription si leurs voix ajoutées obtiennent la majorité absolue des suffrages exprimés. Il y a 629 sièges à pourvoir.
Le vote préférentiel est admis. 
Dans le département de la Haute-Savoie, quatre députés sont à élire.

## Candidats

### Liste du Mouvement républicain populaire - Action sociale, familiale et rurale
| N° | Candidats | Candidats           | Parti | Principales fonctions                                                                                               |
| -- | --------- | ------------------- | ----- | --- |
| 01 |           | François de Menthon | MRP   | Député sortant, ancien ministre, professeur agrégé de droit, ancien résistant, Menthon-Saint-Bernard                |
| 02 |           | Louis Martel        | MRP   | Avocat, député sortant, ancien résistant, maire de Thairy, conseiller général du canton de Saint-Julien-en-Genevois |
| 03 |           | Pierre Mouchet      | MRP   | Député sortant, exploitant agricole, maire de Saxel                                                                 |
| 04 |           | François Levret     | MRP   | Conseiller général du canton de Saint-Jeoire, maire de Viuz-en-Sallaz, agent d'assurances                           |

### Liste d'Union républicaine résistante et antifasciste présentée par le PCF
| N° | Candidats | Candidats         | Parti | Principales fonctions                         |
| -- | --------- | ----------------- | ----- | --------------------------------------------- |
| 01 |           | Albert Boccagny   | PCF   | Député sortant, cultivateur, maire de Cervens |
| 02 |           | Lucien Lanternier | PCF   | Ouvrier métallurgiste, Annecy                 |
| 03 |           | Noëlle Anthouard  | PCF   | Ouvrière métallurgiste                        |
| 04 |           | Albert Floret     | PCF   | Chef de bureau payeur à la Sécurité Sociale   |

### Liste du Rassemblement du peuple français
| N° | Candidats | Candidats        | Parti | Principales fonctions                                                                                         |
| -- | --------- | ---------------- | ----- | --- |
| 01 |           | Arthur Lavy      | RPF   | Inspecteur principal des contributions directes, maire d'Argonnex, conseiller général du canton d'Annecy-Nord |
| 02 |           | Émile Anthonioz  | RPF   | Propriétaire exploitant, conseiller général du canton de Taninges, Saint-Sixt                                 |
| 03 |           | Robert Lavergnat | RPF   | Négociant, conseiller municipal de Bossey                                                                     |
| 04 |           | Georges Volland  | RPF   | Notaire, maire d'Annecy                                                                                       |

### Liste de défense républicaine - Parti socialiste - Parti radical - Rassemblement des gauches républicaines
| N° | Candidats | Candidats           | Parti   | Principales fonctions                                                         |
| -- | --------- | ------------------- | ------- | ----------------------------------------------------------------------------- |
| 01 |           | Henri Briffod       | SFIO    | Avocat, Médaille de la Résistance, conseiller général du canton de Bonneville |
| 02 |           | Pierre Bonnet       | Radical | Vétérinaire, adjoint au maire de Thonon-les-Bains                             |
| 03 |           | Pierre Fallion      | Radical | Avoué à Bonneville                                                            |
| 04 |           | François Delamaison | SFIO    | Artisan ébéniste, adjoint au maire d'Annemasse                                |

### Liste du Centre national des indépendants et paysans
| N° | Candidats | Candidats      | Parti | Principales fonctions                                                              |
| -- | --------- | -------------- | ----- | ---------------------------------------------------------------------------------- |
| 01 |           | Georges Riond  | CNIP  | Directeur général des journaux régionaux associés, conseiller de l'Union Française |
| 02 |           | Joseph Gaudin  | PPUS  | Agriculteur                                                                        |
| 03 |           | René Audibert  | CNIP  | Exploitant forestier                                                               |
| 04 |           | Robert Johanny | PPUS  | Arboriculteur, conseiller municipal de Metz                                        |

## Élus
| Député sortant      | Parti | Parti | Député élu ou réélu | Parti | Parti |
| ------------------- | ----- | ----- | ------------------- | ----- | ----- |
| Albert Boccagny     |       | PCF   | Henri Briffod       |       | SFIO  |
| François de Menthon |       | MRP   | François de Menthon |       | MRP   |
| Louis Martel        |       | MRP   | Louis Martel        |       | MRP   |
| Pierre Mouchet      |       | MRP   | Pierre Mouchet      |       | MRP   |

## Résultats

### Résultats à l'échelle du département
- Les listes du MRP, SFIO-Rad-RGR et du CNIP se sont apparentées.
- Leurs voix cumulées représentant plus de 50% des exprimés, tous les sièges sont répartis à la proportionnelle entre les partis apparentés.

| Parti    | Parti          | Tête de liste       | Résultats | Résultats | Sièges |  |
| Parti    | Parti          | Tête de liste       | Voix      | %         |        |  |
| -------- | -------------- | ------------------- | --------- | --------- | ------ |  |
|          | MRP *          | François de Menthon | 40 900    | 35,66     | 3      |  |
|          | PCF            | Albert Boccagny     | 29 332    | 25,57     | 0      |  |
|          | RPF            | Arthur Lavy         | 18 055    | 15,74     | 0      |  |
|          | SFIO-Rad-RGR * | Henri Briffod       | 14 404    | 12,56     | 1      |  |
|          | CNIP *         | Georges Riond       | 11 266    | 9,82      | 0      |  |
|          |                |                     |           |           |        |  |
| Inscrits | Inscrits       | Inscrits            | 169 435   | 100,00    | 4      |  |
| Votants  | Votants        | Votants             | 117 074   | 69,10     |        |  |
| Exprimés | Exprimés       | Exprimés            | 114 702   | 97,97     |        |  |